# Tyra Ferrell
Tyra Ferrell (Houston, 28 gennaio 1962) è un'attrice statunitense.
Ha interpretato oltre quaranta film, lavorando con registi quali Spike Lee e John Singleton. Nel 2005 ottenne una nomination agli NAACP Image Award come miglior attrice per il film TV NTSB: The Crash of Flight 323.

## Carriera
Debuttò nel 1981, interpretando un piccolo ruolo in Jeans dagli occhi rosa, diretto da Andrew Bergman. Dopo aver preso parte a serie televisive quali Hill Street giorno e notte, Moonlighting e Ai confini della realtà, nel 1988 ottenne il ruolo di Tasha nel musical Aule turbolente, diretto da Spike Lee. Successivamente interpretò undici episodi della serie The Bronx Zoo e tredici episodi di City.
Nel 1991 tornò a lavorare con Spike Lee, interpretando il ruolo di Orin Goode in Jungle Fever. Lo stesso anno interpretò il ruolo di Brenda Baker in Boyz n the Hood - Strade violente, esordio di John Singleton, con il quale lavorò nuovamente in Poetic Justice. 
La Ferrell continuò a lavorare anche per la televisione, interpretando sei episodi di E.R. - Medici in prima linea e diciassette episodi di The Cape.

## Filmografia parziale

### Cinema
- Jeans dagli occhi rosa (So Fine), regia di Andrew Bergman (1981)
- Gimme an 'F', regia di Paul Justman (1984)
- All'improvviso uno sconosciuto (Lady Beware), regia di Karen Arthur (1987)
- Pazza (Nuts), regia di Martin Ritt (1987)
- Tapeheads - Teste matte (Tapeheads), regia di Bill Fishman (1988)
- Aule turbolente (School Daze), regia di Spike Lee (1988)
- Jamaica Cop (The Mighty Quinn), regia di Carl Schenkel (1989)
- L'esorcista III (The Exorcist III), regia di William Peter Blatty (1989)
- Jungle Fever, regia di Spike Lee (1991)
- Boyz n the Hood - Strade violente (Boyz n the Hood), regia di John Singleton (1991)
- Ulterior Motives, regia di James Becket (1992)
- Chi non salta bianco è (White Men Can't Jump), regia di Ron Shelton (1992)
- Equinox, regia di Alan Rudolph (1993)
- Poetic Justice, regia di John Singleton (1993)
- Perfect Score (The Perfect Score), regia di Brian Robbins (2004)
- Coochie, regia di Najaa Young (2004)

### Televisione
- Hill Street giorno e notte (Hill Street Blues) – serie TV, 1 episodio (1985)
- Moonlighting – serie TV, 1 episodio (1985)
- Ai confini della realtà (The Twilight Zone) – serie TV, episodio 1x21 (1985)
- The Bronx Zoo – serie TV, 11 episodi (1987-1988)
- In viaggio nel tempo (Quantum Leap) – serie TV, episodio 2x09 (1989)
- City – serie TV, 13 episodi (1990)
- E.R. - Medici in prima linea (ER) – serie TV, 6 episodi (1994)
- The Cape – serie TV, 17 episodi (1996-1997)
- Law & Order: Unità Speciale (Law & Order: Special Victims Unit) – serie TV, 1 episodio (2003)
- NTSB: The Crash of Flight 323, regia di Jeff Bleckner – film TV (2004)

## Doppiatrici italiane
Nelle versioni in italiano delle opere in cui ha recitato, Tyra Ferrell è stata doppiata da:
- Ida Sansone in Boyz n the Hood - Strade violente
- Isabella Pasanisi in Equinox
- Antonella Giannini in E.R. - Medici in prima linea
- Antonella Alessandro in The Shield